# Szabó Barnabás György (közgazdász)
Szabó Barnabás György (Keszthely, 1981. október 9. –) magyar származású közgazdász, tőzsde- és kockázatitőke befektető.

## Fiatalkora, tanulmányai
Szabó Barnabás György Keszthelyen született. Az ország egyik legjobb középiskolájában, a Pannonhalmi Bencés Gimnáziumban végezte középiskolai tanulmányait. Ezután a Budapesti Corvinus Egyetemre járt, ahol közgazdász alapszakos és mesterszakos diplomát szerzett. Egyetemi évei alatt a Széchenyi István Szakkollégium tagja is volt. 2008 óta a Mensa Hungariqa egyesület tagja. 2015-től két éven keresztül a Bencés Diákszövetség felügyelőbizottságának elnöke.

## Karrier
Szabó a 2000-es évek elején kezdte pályafutását, már az egyetemi évek alatt megalapította első vállalkozását, 2001-ben. 2003-ban alapította meg a cégértékeléssel és kockázati tőkebefektetéssel foglalkozó AMEA-t. Ezt követően 2008-ban hozta létre az ARTEON INVEST Zrt.-t, amely sikeres értékpapírügynök cégként működött közel négy éven át. 2012-ben üzleti partnereivel, Bundik Csabával és Faluvégi Balázzsal megalapította alternatív vagyonkezelő társaságát, az ALTERA-t, melynek részvényeit 2013-ban a Budapesti Értéktőzsdére is bevezették. 2017-ben sikeresen kiszállt a cégből, amely jelenleg AutoWallis Nyrt. néven működik a Wallis Csoport tagjaként.
Jelenleg saját tulajdonú nagykereskedelemmel és vagyonkezeléssel foglalkozó cégét, az AWM Holding Zrt.-t vezeti. A cég 2010-ben alakult, székhelye Budaörsön található, fő profilja a tőkepiaci befektetések és az elektronikai komponens kereskedelem.
Cége, az AWM Holding Zrt. nyerte el a 2023-as évben a Gróf Széchenyi Család Alapítványa által adományozott az Év Széchenyi-vállalkozása fődíját, melyet a kimagasló teljesítményt nyújtó magyar tulajdonú cégeknek adnak.
Ami a befektetéseket illeti, Szabó az utóbbi időben főleg amerikai és ázsiai startup befektetésekkel foglalkozik. Ilyen például a Joe Lonsdale (ex-Palantir), Peter Thiel (Founders Fund) és Stanley Druckenmiller (ex-Quantum Fund) nevével fémjelzett Addepar fintech cég, vagy a Postmates, amely a negyedik legnagyobb amerikai étel házhozszállító cég volt, mielőtt 2020-ban az Uber felvásárolta volna.
Jelenleg jelentős befektetései vannak egy online oktatási cégben, az Udacity-ben, az Uberben, és egy technológiai befektetési társaságot készít elő Szingapúrban.

## Jelentősebb befektetési sikerei
2009-ben a World Top Investor tőzsdei versenyen 19 ország mintegy 1000 kereskedője közül a nemzetközi TOP 10-ben végzett. A világ egyik legismertebb valódi pénzzel folyó befektetési versenyén 9. helyezést ért el, egy év alatt 27,29%-os hozammal.
2013-ban IPO az ALTERA nevű befektetési céggel a Budapesti Értéktőzsdén, 2017-ben sikeres exit.
2021-ben jöttek az igazán nagy durranások, amikor két befektetésén is óriási hozamot realizált. Az egyik a Postmates nevű amerikai étel- és csomagszállító vállalat volt, melybe még 2019-ben fektetett be, 2021 elején az Uber vásárolta fel a céget. Szabó cége az AWM Holding kevesebb mint 1,5 év alatt 2,28-szeres nyereséggel tudott kiszállni, 75%-os évesített hozammal. A másik az Addepar nevű szintén amerikai fintech cég volt, amelybe még 2018-ban fektetett be. 2021 végén, 3 évvel később, magánbefektetőknek adta el az üzletrészét, 2,91-szeres hozammal.

## Oktatási tevékenység
- 2013: Szent Ignác Jezsuita Szakkollégium – Vállalatfejlesztési kurzus keretében óraadó
- 2014: Moholy-Nagy Művészeti Egyetem (MOME) – 1 év üzleti mentorálás kísérleti mentorprogramban
- 2017: WERK Akadémia – Üzleti készségek képzése művészeknek
- 2018-2021: Szellemi Tulajdon Nemzeti Hivatala – az ösztöndíjbizottság tagja és a Moholy-Nagy Design Ösztöndíj trénere
- 2019: Budapesti Gazdasági Egyetem – Mentorálás a Team Academy programban

## Szociális tevékenység
Szabó és jelenlegi cége, az AWM Holding Zrt. nagy hangsúlyt fektet a társadalmi felelősségvállalásra. A vállalat megalakulása óta minden évben igyekeznek megtalálni azokat az alapítványokat, amelyeknek leginkább szükségük van segítségre. Ezeket a szervezeteket, közösségeket anyagi és tárgyi segítséggel is támogatják. Sőt, Szabó néhány ilyen szervezetet azzal is segített, hogy saját maga tartott szemináriumokat.

#### Az AWM Holding Zrt. Szabó vezetésével többek között az alábbi alapítványoknak nyújtott segítséget
- Szolgáló vezető a tanuló vállalkozásban könyv kiadásának támogatása
- A Beregszászi Kórház támogatása a Johannita Segítő Szolgálaton keresztül
- Hajléktalan nők támogatása a RÉS Szociális- és Kulturális Alapítványon keresztül
- Roma származású vállalkozók támogatása a Kiút programon keresztül
- Magyar Kézilabda Szövetség támogatása – junior strandkézilabda csapat
- A Kárpát-medencei Értékmentő Alapítvány
- Thury Sport Nonprofit Kft.
- A Pannonhalmi Bencés Gimnázium Közhasznú Alapítvány
- Városi Sportegyesület Dunakeszi
- Duna Színház Kulturális Nonprofit Közhasznú Kft.